# Mesorhaga turneri
Mesorhaga turneri är en tvåvingeart som beskrevs av Daniel J. Bickel 1994. Mesorhaga turneri ingår i släktet Mesorhaga och familjen styltflugor. Inga underarter finns listade i Catalogue of Life.